# الاتحاد العالمي للأطباء الذين يحترمون الحياة البشرية
الاتحاد العالمي للأطباء الذين يحترمون الحياة البشرية هو منظمة طبية دولية مناهضة لحقوق الإجهاض وتدافع عن حق الجنين في الحياة، كما يعارض الاتحاد أيضًا أبحاث الأجنة البشرية والتلقيح الصناعيتأسست في مؤتمر دولي في هولندا في يونيو 1974، بناءً على طلب قدمه 70 ألف طبيب.